# Montserrat Gudiol
Montserrat Gudiol Corominas (Barcelona, 9 de junio de 1933 - ibídem, 25 de diciembre de 2015) fue una pintora española. Fue la primera mujer que ingresó en la Real Academia Catalana de Bellas Artes de San Jorge.  En 1998 fue reconocida con la Creu de Sant Jordi otorgada por la Generalidad de Cataluña. 

## Trayectoria
Hija del historiador del arte y arquitecto José Gudiol Ricart, Montserrat Gudiol Corominas se formó de manera autodidacta en el estudio de restauración de pintura medieval de su familia. En 1950, con 17 años, realizó su primera exposición en el Casino de Ripoll y un año después, en 1951, entró a trabajar en el taller del pintor Ramón Rogent durante tres meses como aprendiz, una formación que completó en escuelas de Francia, Suiza, Inglaterra e Italia. 
En 1953 Gudiol Corominas realizó su primera exposición en el extranjero, en Miami. A partir de 1962 comenzó a profesionalizarse en la pintura, sobre todo, mediante tabla preparada con yeso. Su primera exposición individual tuvo lugar en la histórica Sala Gaspar de Barcelona, una relación que perduró casi treinta años, hasta 1991. En 1966 comenzó a trabajar grabados al aguafuerte y en 1972 realizó sus primeras litografías. 
Expuso en multitud de galerías y museos de todo el mundo: Barcelona, Ripoll, Málaga, Sevilla, Bilbao, Sudáfrica, Estados Unidos, la antigua Unión Soviética y Canadá. Fue primer premio internacional de dibujo Fundación Ynglada Guillot, de Barcelona.
Tiene obra en el Museo Nacional de Arte de Cataluña (MNAC), en la sede del Comité Olímpico Internacional, en Lausana, en Madrid, en el Museo de Arte Moderno de Bilbao, Johannesburgo, Flint, Montreal, entre otros. En 1980 realizó un monumental San Benito para la abadía de Montserrat (imagen) y en 1981 fue la primera mujer que ingresó como académica de número en la Real Academia Catalana de Bellas Artes de San Jorge y fue también miembro del Real Círculo Artístico de Barcelona. En 1998 recibió el Premio Creu de Sant Jordi que otorga la Generalidad de Cataluña. Sus cuadros fueron de los más demandados por la burguesía catalana y de los más cotizados.

## Obra
La obra de Montserrat Gudiol Corominas se caracteriza por una alta expresividad conseguida a partir del impacto de los colores, volúmenes y de formas apenas acabadas, casi sin líneas, que se funden con el fondo. Son frecuentes en sus cuadros los motivos centrados en figuras cansadas y pensativas captadas en su momento de reflexión o de crisis. Así mismo, a menudo pintaba personajes ciegos o con los ojos cerrados transmitiendo cierta sensación de aislamiento con respecto al mundo que les rodea. Una pintura instronspectiva, intimista, preocupada por lo efímero. Como señala ella misma, sentía terror por las cosas que mueren: los árboles, las flores, los ancianos que se van marchitando, una pareja que un día se amó y a otro dejaron de quererse…

## Exposiciones
| Año  | Espacio                                                 | Población                             | Descripción                                                                  |  |
| ---- | ------------------------------------------------------- | ------------------------------------- | ---------------------------------------------------------------------------- |  |
| 1950 | Casino de Ripoll                                        | Ripoll (Gerona)                       | Primera Exposición: Retratos                                                 |  |
| 1953 | Círculo Artístico                                       | Barcelona                             | Exposición colectiva Retrato Actual                                          |  |
| 1954 | Museo de Miami                                          | Florida                               | Exposición colectiva: Pintura femenina                                       |  |
| 1962 | Sala Gaspar                                             | Barcelona                             | Exposición individual                                                        |  |
| 1962 | Casón del Buen retiro                                   | Madrid                                | Exposición colectiva                                                         |  |
| 1963 | Universidad de Sevilla                                  | Sevilla                               | Exposición colectiva: Doce pintores españoles                                |  |
| 1964 | Lidchi Art Gallery                                      | Johannesburgo                         | Exposición individual                                                        |  |
| 1964 | Itinerante                                              | ciudades de Estados Unidos de América | Exposición colectiva: A Modern Spanish Paintings: Seven Catalonian Artists   |  |
| 1965 | Sala Gaspar                                             | Barcelona                             | Exposición individual                                                        |  |
| 1965 | Museo del Parque                                        | Bilbao                                | Exposición individual                                                        |  |
| 1967 | Sala Gaspar                                             | Barcelona                             | Exposición individual                                                        |  |
| 1967 | Pieter Wenning Gallery                                  | Johannesburgo                         | Exposición individual                                                        |  |
| 1967 | Gilbert Gallery                                         | San Francisco                         | Exposición individual                                                        |  |
| 1974 | Sala Armengol                                           | Olot                                  | Exposición individual                                                        |  |
| 1974 | Galería Tamenaga                                        | Tokio                                 | Exposición individual                                                        |  |
| 1975 | Sala Monzón                                             | Madrid                                | Exposición individual                                                        |  |
| 1975 | Palacio de Fuensalida                                   | Toledo                                | Exposición colectiva                                                         |  |
| 1976 | Sala Gaspar                                             | Barcelona                             | Exposición individual                                                        |  |
| 1976 | Galería René Métras y la Galería Dau al Set             | Barcelona                             | Exposición colectiva: Homenaje a Rafael Alberti                              |  |
| 1976 | Diario AVUI                                             | Barcelona                             | Exposición colectiva: Fuentes de art                                         |  |
| 1977 | Diputación provincial                                   | Madrid                                | Exposición colectiva: Encuentros en Manzanares del Real                      |  |
| 1978 | Itinerante                                              | Praga y Taiwán                        | Exposición colectiva de Arte Español                                         |  |
| 1978 | Sala Gaspar y Au Molin de Vauboyen                      | Barcelona y París                     | Exposición individual de dibujos y presentación del libro Chansons des Gueux |  |
| 1979 | Sala de Exposiciones de la Unión de Pintores de la URSS | Moscú                                 | Exposición individual                                                        |  |
| 1979 | Galería Gavar                                           | Madrid                                | Exposición individual de dibujos y presentación del libro Chansons des Gueux |  |
| 1981 | Galerie Dreiseitel                                      | Colonia                               | Exposición individual                                                        |  |
| 1982 | Guild Gallery y De Vorzon Gallery                       | Nueva York y Los Ángeles              | Muestra individual                                                           |  |
| 1982 | Sala Gaspar                                             | Barcelona                             | Moviment Olímpic                                                             |  |
| 1982 | Galería Tralla                                          | Vich                                  | Exposición individual                                                        |  |
| 1983 | Galería Sant Lluc y Galería AB                          | Olot y Granollers                     | Exposición junto a Elena Asins                                               |  |
| 1984 | Galería Galvar                                          | Madrid                                | Exposición individual                                                        |  |
| 1984 | Hotel Llevant                                           | Llafranch                             | Exposición individual                                                        |  |
| 1984 | Walton-Gilbert Gallery                                  | San Francisco                         | Exposición individual                                                        |  |
| 1986 | Sala Gaspar                                             | Barcelona                             | Exposición individual                                                        |  |
| 1988 | Palau de Caramany                                       | Gerona                                | Exposición individual                                                        |  |

## Obra en Museos y Fundaciones
- Museo de Arte Contemporáneo de Barcelona.
- Museo Nacional Centro de Arte Reina Sofía, Madrid.
- Museo de Bellas Artes y Arte Moderno, Bilbao.
- Museo de Arte Moderno, Johannesburgo.
- Museo de Arte Moderno, San Diego.
- Museo de Arte Moderno, Miami.
- Fundación Joseph Cantor, Indianápolis.
- Comité Olímpico Internacional, Lausana.
- Monasterio de Montserrat, Barcelona.
- Museo de Arte Moderno de Flint, Míchigan.
- Real Academia Catalana de Bellas Artes de San Jorge, Barcelona.

## Premios y reconocimientos
- 1954: 1º Premio otorgado por la Diputación de Barcelona en la exposición colectiva “Pintura Femenina”, el mismo año obtiene el 2º premio en el concurso organizado por la Diputación de Barcelona: Premio Sant Jordi.
- 1960: 3º premio en la Exposición Nacional de Bellas Artes, Barcelona y 1º premio en el Concurso Internacional de Dibujo realizado por la Fundación Ynglada Guillot, Barcelona.
- 1981: Es elegida miembro numerario de la Academia de Bellas Artes de San Jorge, Barcelona.
- Miembro del Real Círculo Artístico de Barcelona.
- Medalla de oro del Colegio de Abogados, Barcelona.
- 2004 Senadora del Forum Universal de las Culturas, Barcelona.
- Miembro de la Fundació Jaume I.
- Miembro del Consejo Asesor de la Fundación Internacional de la Mujer Emprendedora (FIDEM).